# Półwysep Krasnowodzki
Półwysep Krasnowodzki (turkm. Türkmenbaşy Ýarymada) – półwysep położony na wschodnim wybrzeżu Morza Kaspijskiego, w Turkmenistanie. Od północy jest oblewany przez wody jeziora (dawniej zatoki) Kara Bogaz Goł, a od południa przez wody Zatoki Türkmenbaşy. Ma 85 km długości i od 80 do 140 km szerokości. Centralną część półwyspu zajmuje pustynny Płaskowyż Krasnowodzki o wysokości dochodzącej do 308 m n.p.m. Na południowym wybrzeżu półwyspu leży miasto Turkmenbaszy.